# Critérium National de la Route 1977
Il Critérium National de la Route 1977, quarantaseiesima edizione della corsa, si svolse il 27 marzo su un percorso di 237 km, con partenza e arrivo a Toucy. Fu vinto dal francese Jean Chassang della Gitane-Campagnolo davanti ai suoi connazionali Raymond Delisle e Roland Berland.

## Ordine d'arrivo (Top 10)
| Pos. | Corridore        | Squadra                 | Tempo    |
| ---- | ---------------- | ----------------------- | -------- |
| 1    | Jean Chassang    | Gitane-Campagnolo       | 6h05'38" |
| 2    | Raymond Delisle  | Miko-Mercier-Hutchinson | s.t.     |
| 3    | Roland Berland   | Gitane-Campagnolo       | a 20"    |
| 4    | Charly Rouxel    | Miko-Mercier-Hutchinson | s.t.     |
| 5    | Hubert Linard    | Peugeot-Esso-Michelin   | s.t.     |
| 6    | Joël Hauvieux    | Lejeune-BP              | s.t.     |
| 7    | André Chalmel    | Gitane-Campagnolo       | s.t.     |
| 8    | Jacques Bossis   | Gitane-Campagnolo       | s.t.     |
| 9    | Yvon Bertin      | Miko-Mercier-Hutchinson | s.t.     |
| 10   | Michel Le Denmat | Lejeune-BP              | s.t.     |